# Suore riparatrici del Santo Volto
Le Suore Riparatrici del Santo Volto (in polacco Zgromadzenie Sióstr Wynagrodzicielek Najświętszego Oblicza) sono un istituto religioso femminile di diritto pontificio.

## Storia
La congregazione fu fondata il 21 novembre 1888 a Varsavia dal cappuccino Onorato da Biała con l'aiuto di Elisa Cejzik per la propagazione della devozione al Volto Santo di Gesù.
L'istituto, aggregato all'Ordine dei Frati Minori Cappuccini dal 1958, fu approvato dal cardinale Stefan Wyszyński, primate di Polonia, il 6 maggio 1961 e ottenne il riconoscimento papale il 1º novembre 1979.

## Attività e diffusione
Alla finalità originale (la propagazione della devozione al Volto Santo) le suore aggiunsero presto l'educazione della gioventù femminile e poi l'assistenza agli ammalati.
Oltre che in Polonia, sono presenti in Germania; la sede generalizia è a Varsavia.
Alla fine del 2008 la congregazione contava 130 religiose in 15 case.